# Яковлєв Юрій Васильович
Я́ковлєв Ю́рій Васи́льович (рос. Яковлев Юрий Васильевич; 25 квітня 1928, Москва — 30 листопада 2013, там же) — радянський і російський актор театру і кіно. Народний артист СРСР (1976). Лауреат Державної премії СРСР (1979). Лауреат Державної премії Росії (1994). Один з найвидатніших акторів в історії радянського кінематографа.

## Біографія
Народився 25 квітня 1928 року, в Москві в сім'ї юриста Василя Васильовича і медсестри Ольги Михайлівни Яковлєвих.
З початком Великої Вітчизняної війни сім'ю евакуювали в Уфу, де Юрій працював разом з матір'ю в госпіталі. Після повернення до Москви в 1943 році навчався у вечірній школі, працював помічником механіка в гаражі, захоплювався дипломатією та іноземними мовами, збираючись вступати до МДІМВ.
Однак у 1948 році вирішив подати документи до ВДІКу. Приймальна комісія визнала зовнішність абітурієнта «некіногенічною», і тоді Яковлєв вступив до Щукінського училища на курс Цецилії Мансурової, яке закінчив 1952 року, одразу ж вступивши на службу в театр Вахтангова.
У 1953 році дебютував у кіно в першому албанському художньому фільмі «Великий воїн Албанії Скандербег» Сергія Юткевича, удостоєному спеціальної премії на 7-му Каннському кінофестивалі.
Першою великою кінороллю, що прославила молодого актора, стала роль князя Мишкіна у фільмі «Ідіот» (1958) Івана Пир'єва, яку він з успіхом грав і на театральній сцені. За спиною Яковлєва понад 70 фільмів і головні ролі в картинах провідних радянських режисерів (Леонід Гайдай, Ельдар Рязанов, Георгій Данелія, Тетяна Ліознова, Володимир Басов та інші).
З кінця 1950-х років займався також закадровим озвучуванням фільмів, а потім і мультфільмів.
Вболівав за московський футбольний клуб «Спартак».
В останні роки життя не знімався в кіно, а заключною роллю став постарілий Іполит у продовженні «Іронії долі» (2007), знятому через 32 роки після виходу першого фільму.
Востаннє Юрій Васильович в театрі зіграв роль Петра Соріна у виставі «Чайка» за однойменною п'єсою Антона Чехова.

### Останні роки життя, смерть та похорон
Востаннє з'явився на публіці 5 листопада 2013 року на благодійному концерті-премії Фонду «Артист».
Помер у віці 85 років 30 листопада 2013 року в Москві в одній із московських лікарень після тривалої хвороби. Причиною смерті став серцевий напад або набряк легенів. Прощання з актором відбулося 3 грудня 2013 року в Театрі імені Вахтангова. Похований на Новодівочому кладовищі.

## Фільмографія
Знімався у кіно з 1956 р. Зіграв понад 70 ролей, в тому числі у фільмах:
- «Ідіот» (1958, князь Мишкін),
- «Людина нізвідки» (1961, Володимир Поражаєв),
- «Гусарська балада» (1962, поручик Ржевський),
- «Анна Кареніна» (1967, Облонський),
- «Сюжет для невеликого оповідання» (1970, Потапенко),
- «Іван Васильович змінює професію» (1973, Бунша та Іван Грозний),
- «Любов земна»
- «Доля» (1975—1978, Брюханов, Золота медаль ім. О.Довженка, Державна премія СРСР, 1979),
- «Іронія долі, або З легкою парою!» (1976, Іполіт),
- «Три непогожих дня» (1978, Ігор Васильович Корнілов),
- «Три роки» (1980, Панаурін),
- Кін-дза-дза! (1986, Бі, пацак),
- Віват, гардемарини! (1991, Степан Апраксін),
- «Діти чавунних богів»[ru] (1995, генерал),
- Іронія долі. Продовження (2007, Іполіт Георгійович).

В українських стрічках:
- «Сутичка» (1972, Юхим),
- «До розслідування приступити» (1986–1987, т/ф, 4 с, Звягінцев).